# NForce 900
nForce 900 es una serie de chipsets de placas base diseñada por Nvidia, el primer producto se lanzó en marzo de 2009. Todos los chipsets integran núcleos gráficos. Las letras en inglés después del nombre del chipset representan la plataforma de procesador compatible. Por ejemplo, "a" significa plataforma AMD e "i" significa plataforma Intel. Pero al final solo hay un producto compatible con la plataforma AMD. En octubre del mismo año, Nvidia renunció a su plan de desarrollo de productos de seguimiento nForce y nForce 900 se convirtió en el último producto de chipset nForce de la empresa.

## Descripción

### Chipset AMD
- nForce 980a SLI: Nvidia se saltó la serie nForce 800 y pasó directamente a la nForce 980a SLI.[1] Este producto es una versión renombrada de nForce 780a SLI,[2] la declaración oficial dice que solo agrega soporte nativo para procesadores AM3 y memoria DDR3, las demás especificaciones son exactamente las mismas que nForce 780a SLI.